# Sa Forcanera
Sa Forcanera és una petita platja natural del municipi de Blanes (la Selva), situada a la cala homònima, entre penya-segats, entre la platja de la Punta de Santa Anna i la cala de Sant Francesc Té una longitud de 54 m i una amplada de 14 m, formada per sorra, grava i còdols. Només és accesible per mar i per unes escales des de propietats privades situades dalt del penya-segat.
Per sobre de la cala hi ha el jardí botànic Marimurtra i el seu templet blanc, dedicat a Linné, a les faldes del turó de Sant Joan. També hi ha el Convent dalt del promontori de Santa Anna.